# Однажды в Ростове
«Одна́жды в Росто́ве» — российский многосерийный  (24 серии) криминальный драматический телевизионный художественный фильм, поставленный режиссёром Константином Худяковым по сценарию Елены Райской и снятый в 2012 году. Основан на реальных исторических событиях, происходивших в СССР.
Сценарий ленты объединил трагические события расстрела заводских рабочих во время забастовки в Новочеркасске в 1962 году и криминальную историю дерзких жестоких преступлений банды братьев Толстопятовых («фантомасов»), державшей в страхе весь Ростов-на-Дону в 1968—1973 годах.
Премьера телесериала состоялась 23 апреля 2012 года на украинском телеканале «Интер».
Российский премьерный показ телесериала прошёл с 6 по 23 апреля 2015 года на «Первом канале».

## Сюжет
СССР, 2 июня 1962 года. После снижения администрацией Новочеркасского электровозостроительного завода имени Будённого (НЭВЗ) оплаты труда рабочих и повышения в стране с 1 июня 1962 года розничных цен на мясо-молочные продукты жители Новочеркасска вышли на мирную демонстрацию в знак протеста.
Страсти быстро накалились, областное руководство обратилось за помощью к армии, ну а партийные власти из Москвы, не долго думая, дали команду открыть огонь по протестующим. Несмотря на отказ генерал-лейтенанта Матвея Кузьмича Шапошникова выполнять приказ высшего руководства, исполнители нашлись сразу же, и вскоре, среди граждан, собравшихся у здания новочеркасского горисполкома, появились погибшие, в том числе и дети, наблюдавшие за всеми событиями, сидя в кронах деревьев. Властям удаётся замять информацию о трагедии, наложив на неё гриф секретности. Въезд в город без специальных пропусков запрещается, у очевидцев расстрела демонстрантов берут подписку о неразглашении, а все «зачинщики беспорядков» попадают под трибунал по обвинению в бандитизме, массовых беспорядках и попытке свержения Советской власти. В их числе оказывается и отец студентки Ростовского медицинского института Нины Полетаевой, мастер новочеркасского завода Пётр Дементьевич.
На митинге присутствовал также молодой и талантливый художник и конструктор из Ростова Вячеслав Толстопятов. Увиденное перевернуло его представление о жизни… Толстопятов вместе со своим старшим братом, киномехаником Владимиром, его женой Тамарой и другом Александром организует бандитскую группировку. Они грабят государственные сберкассы, предприятия, магазины, скрывая свои лица под плотными капроновыми чулками. За необычный вид преступники получают в народе прозвище — «фантомасы» (по аналогии с известным французским антигероем Фантомасом). Несколько лет бандиты (в реальности — банда братьев Толстопятовых) держали в страхе весь Ростов. Успех им обеспечивал талант Вячеслава, который не только продумывал каждую операцию до мелочей, но даже создал для себя и своих напарников оригинальный образец пистолета-пулемёта собственной конструкции и собственного же кустарного производства.
Преступников долго не могут поймать, они всегда опережают милиционеров, лучше оснащены технически и не привлекают внимания, так как почти не тратят своей добычи и не поддерживают связи с «криминальным миром». По следу банды идут капитан уголовного розыска Павел Карпухин и майор КГБ Сергей Колесников. Дело «фантомасов» берут на контроль на самом «верху». Когда в дело примешивается политика, в столкновение органов госбезопасности и бандитской группировки оказываются втянуты все слои ростовского общества — творческая интеллигенция, милиционеры, врачи, уголовники.

## Роли исполняют

### В ролях
- Владимир Вдовиченков — Вячеслав Толстопятов, художник в ростовском кинотеатре «Октябрь», главарь ростовской банды «фантомасов»
- Кирилл Плетнёв — Павел Константинович Карпухин, капитан уголовного розыска (УгРо)
- Екатерина Олькина — Нина Петровна Полетаева, студентка врачебного отделения Ростовского медицинского института
- Сергей Жигунов — Сергей Николаевич Колесников, майор КГБ
- Алёна Бабенко — Тамара Леонидовна Власова, певица в ростовском кинотеатре «Октябрь», жена Владимира Толстопятова, член ростовской банды «фантомасов»
- Богдан Ступка — Пётр Дементьевич Полетаев, мастер на новочеркасском заводе, отец Нины
- Виктор Раков — Владимир Толстопятов, киномеханик ростовского кинотеатра «Октябрь», старший брат Вячеслава, член ростовской банды «фантомасов»
- Екатерина Вуличенко — Надежда, кассир в гастрономе № 5 «Бакалея», важный свидетель по делу банды «фантомасов»
- Владимир Юматов — Геннадий Павлович Копыльцов, начальник ростовского Управления КГБ, полковник
- Алексей Бардуков — Юрий Чернов, адъютант Копыльцова
- Константин Лавроненко — Анатолий Григорьевич Порошин, московский писатель, диссидент
- Юрий Беляев — Матвей Кузьмич Шапошников, генерал-лейтенант, первый заместитель командующего войсками СКВО
- Михаил Евланов — Александр Фёдорович Горшков («Горшок»), друга детства братьев Толстопятовых, член ростовской банды «фантомасов» (прообраз — Владимир Горшков)
- Виталий Хаев — Дмитрий Афанасьевич Пятипалов, сосед Толстопятовых, член ростовской банды «фантомасов» (прообраз — Сергей Самасюк)
- Екатерина Климова — Лиля, шифровальщица в КГБ
- Евгений Князев — Алексей Львович Калюжный, профессор Ростовского медицинского института
- Екатерина Никитина — Наташа, сестра Копыльцова, жена Колесникова
- Сергей Тарамаев — Фурманюк, старший лейтенант КГБ, впоследствии ушедший в религию
- Дмитрий Муляр — Алексей Семёнович Милованов, дознаватель КГБ
- Александр Сирин — Анатолий Борисович Гришин, главный врач Ростовской областной клинической психиатрической больницы
- Анна Каменкова — Сима Полетаева, мама Нины
- Андрей Ильин — Владимир Ефимович Семичастный, Председатель КГБ СССР
- Екатерина Вилкова — Айнике, студентка из Финляндии
- Сергей Шеховцов — Николай Петрович Макеев, старший следователь областной прокуратуры
- Карэн Бадалов — Анастас Иванович Микоян, первый заместитель Председателя Совета министров СССР

### В эпизодах
- Сергей Лосев — Никита Сергеевич Хрущёв, Первый секретарь ЦК КПСС
- Николай Токарев — Леонид Ильич Брежнев, Председатель Президиума Верховного Совета СССР
- Валерий Ненашев — Михаил Андреевич Суслов, Секретарь ЦК КПСС
- Николай Глинский — Исса Александрович Плиев, командующий войсками СКВО
- Павел Бондаренко — Александр Васильевич Басов, Первый секретарь Ростовского областного комитета КПСС
- Сергей Сосновский — Фёдор Евсюков, старший мастер на новочеркасском заводе
- Анатолий Узденский — Борис Николаевич Курочкин, директор Новочеркасского электровозостроительного завода
- Сергей Петров — Лунёв, врач в ростовском травмпункте, пособник банды «фантомасов» (прообраз — хирург Дудников)
- Анна Миклош — Зоя Лагутина, временная певица в ростовском кинотеатре «Октябрь»
- Сергей Беляев — Лагутин, отец певицы Зои
- Анна Гуляренко — Лагутина, тётя певицы Зои
- Ксения Лаврова-Глинка — Рита Калюжная, жена профессора
- Денис Васильев — Виктор Соловьёв («Ворон»), председатель комитета комсомола Ростовского медицинского института
- Юлия Рутберг — жена московского писателя Порошина
- Алексей Воробьёв — Боб, московский стиляга, внук генерала
- Юлиан Макаров — американский дипломат в Москве
- Александр Пономарёв — Марк, московский художник
- Глеб Шульпяков — московский поэт
- Алла Мещерякова — Анна Решетникова (тётя Нюра), почтальон в Новочеркасске
- Наталья Заякина — мать братьев Толстопятовых
- Екатерина Юдина — Тоня, жена Фурманюка, бывшая шифровальщица ростовского Управления КГБ
- Владимир Сычёв — Николюк, старший лейтенант милиции, водитель милицейского автомобиля
- Павел Галич — Егор Кочкин, охранник в СИЗО, одноклассник Нины Полетаевой
- Элина Вокалюк — тётя Лена, билетёрша в кинотеатре
- Александр Андриенко — эксперт уголовного розыска
- Максим Житник — Виктор Анатольевич Осипов, новый адъютант Копыльцова
- Владимир Тимофеев — Григорий Тимофеев, водитель инкассаторского автомобиля
- Иван Агапов — администратор в ростовском ресторане
- Галина Анисимова — Лунёва, кассир в ростовском ресторане
- Юрий Пимкин — Михаил Михайлович, главный врач новочеркасской районной больницы
- Наталия Трубникова — Галина, медсестра новочеркасской районной больницы
- Иван Суханов — Игорь Полетаев, младший брат Нины, погибший во время событий в Новочеркасске
- Юрис Лауциньш — Вован, уголовный авторитет
- Владимир Семаго — Михаил Александрович Шолохов
- Постановщики трюков — Игорь Новосёлов, Анзор Тхайцуков.

## Производство
Идея создания телефильма «Однажды в Ростове» пришла актёру и продюсеру Сергею Жигунову после успешного показа исторического криминального сериала «Ликвидация». Кроме того, этим фильмом он решил отдать долг своему родному городу: «Я — ростовчанин, родился и вырос в Ростове-на-Дону и чувствовал, что должен каким-то образом отдать долг своей малой родине. По-моему, я это сделал».
Сценарий телефильма, основанный на реальных исторических событиях, был написан Еленой Райской. В основу одной из сюжетных линий легли настоящие уголовные дела, связанные с преступной деятельностью банды братьев Толстопятовых, которая орудовала в Ростове на протяжении нескольких лет, с октября 1968 по июнь 1973 года.
Сам Жигунов не собирался сниматься в сериале, но его уговорили сценарист Елена Райская и сопродюсеры.
В серии № 7 за кадром звучит авторская песня Ивана Кононова «Левый берег Дона» (год написания — 1988) в исполнении Жигунова.
Роль певицы Тамары была написана для Анастасии Заворотнюк, но в итоге её сыграла Алёна Бабенко. Для этой роли она несколько месяцев занималась вокалом, записала на студии больше десятка песен тех времён. Актриса сама исполнила песни «Как провожают пароходы», «Старый клён», «Голубые города», «Чёрный кот».
В сериале свою последнюю роль в кино сыграл советский и украинский актёр Богдан Ступка.
Во время съёмок картины актёр серьёзно заболел, заканчивать съёмки ему пришлось уже после тяжёлой операции.
17 ноября 2010 года, в период съёмок сериала Владимир Вдовиченков во время дорожного конфликта в центре Москвы получил три огнестрельных ранения из травматического пистолета, из-за чего съёмки пришлось остановить почти на два месяца.
В фильме было задействовано более 150 актёров. Для актрисы Екатерины Олькиной роль студентки Нины Полетаевой стала дебютом в кино.
Съёмки фильма длились с осени 2009 до весны 2011 года и проходили в Москве, Ростове-на-Дону, Новочеркасске, Мариуполе и Севастополе.

## Отзывы
Обозреватель сайта Газета.Ру Игорь Карев положительно отозвался о сериале, отметив, что несмотря на определённую вольность сценаристов и смешение не связанных между собой исторических событий, фильм добавляет ещё один штрих к картине эпохи 1960-х годов.
Публицист Валерий Лебедев в своей рецензии в Независимом бостонском альманахе «Лебедь», подметив ряд исторических несоответствий в сценарии Еленой Райской, тем не менее назвал их несущественными придирками, а фильм в целом — большим успехом российских кинематографистов.
Резко негативную оценку фильма дал в «Литературной газете» российский писатель и журналист Александр Кондрашов, осудивший представленный в сериале взгляд на историю советского периода. По мнению критика, фильм изобилует историческими ошибками, призванными «показать во всей красе ужасы социализма, „кровавую бесчеловечную власть“, которая страшнее убийц-уголовников». При этом критик похвалил игру актёров, которым временами «приходится оправдывать нечто неправдоподобное».

## Награды
- 2016 — 29-я Кинопремия Ника — специальный приз «За достижение в телевизионном кинематографе».
- 2016 — «Однажды в Ростове» был номинирован на кинопремию «Золотой орел» в категории «Лучший телевизионный сериал (более 10 серий)»
- 2015 — на российской национальной телевизионной премии «ТЭФИ—2015» в категории «Вечерний прайм» сериал «Однажды в Ростове» был представлен в номинации «Лучший телевизионный фильм/сериал»[15].
- 2015 — за роль заводского мастера Петра Полетаева актёр Богдан Ступка посмертно получил телевизионную премию «ТЭФИ» в номинации «Лучший актёр телевизионного фильма/сериала».
- 2015 — на XXII Международном фестивале актёров кино «Созвездие» (Россия) Сергею Жигунову был вручён приз Гильдии актёров кино России за исполнение роли майора КГБ Сергея Колесникова в телевизионном фильме «Однажды в Ростове»[16].
- 2015 — XVI Международный телекинофорум «Вместе», Ялта — победитель в номинации «Лучший игровой телевизионный сериал»[17].